# Adolph Aminoff
Adolph Aminoff, född den 8 september 1733, död den 16 januari 1800 i Jockas prästgård, var en svensk militär. Han tillhörde ätten Aminoff, var far till Gregorius Aminoff och farfar till Gregorius Aminoff.
Aminoff blev trumslagare vid Savolax lätta infanteriregemente 1745, volontär där 1748 och korpral 1749. Han beviljades avsked sistnämnda år och blev korpral vid artilleriet i Helsingfors. Aminoff blev sergeant vid Nylands infanteriregemente 1757, fältväbel där samma år, fänrik 1758 och underlöjtnant vid fältartilleriet 1760. Han deltog med utmärkelse i pommerska kriget 1757–1762. Aminoff blev stabsfänrik vid Nylands infanteriregemente 1765, löjtnant där 1766, kapten 1771, major 1776 och överstelöjtnant vid Savolax lätta infanteriregemente 1780. Han deltog med utmärkelse i finska kriget 1788–1790. Aminoff befordrades till överste i armén 1789 och blev chef för Savolax lätta infanteriregemente 1790. Han blev generalmajor och chef för Savolaxbrigaden 1796. Aminoff blev riddare av Svärdsorden 1772 och kommendör av samma orden 1799.